# Victorine Autier
Pour les articles homonymes, voir Autier.
Victorine Autier née le 25 janvier 1840 et décédée le 31 juillet 1874 à Amiens, était une infirmière pendant la guerre franco-prussienne de 1870.

## Biographie

### Famille
Victorine Autier vit le jour rue des Jacobins à Amiens. Son père, Victor Autier, était médecin des pauvres dans cette ville. Il s'était illustré par son implication dans la lutte contre les épidémies de choléra à Amiens en 1832 et 1866. En septembre 1870, il était volontaire pour soigner les blessés dans une ambulancede la Croix rouge dans les Ardennes. Au cours de la Bataille d'Amiens, le 28 novembre 1870, Il soigna les blessés avec sa fille Victorine et son fils Gustave.
Il s'engagea au cours de sa carrière auprès des populations les plus démunies et les aida à créer des associations de secours mutuels, ancêtres de la Sécurité sociale.

### Infirmière de guerre
Pendant la guerre de 1870, elle servit comme infirmière de la Croix-Rouge aux côtés de son père et de son frère, Ernest, également médecin-chef. Dans un froid de –20 °C, elle assista et soigna sans relâche les nombreux blessés français mais aussi prussiens en faisant preuve d’un courage exemplaire. Elle tenta également de faire évader des prisonniers. Épuisée et malade (probablement de la tuberculose), elle mourut le 31 juillet 1874 à l'âge de 34 ans malgré les tentatives désespérées de son père pour la sauver.
Victorine Autier fut inhumée au cimetière de La Madeleine à Amiens, comme son père qui la rejoignit deux ans plus tard. La ville d’Amiens reconnaissante a fait don du terrain qui supporte le tombeau. Le sommet du monument est surmonté d'un buste en bronze de l’héroïque infirmière, œuvre d’Ernest Rancoulet, sur lequel se distinguent trois médailles. Le buste a disparu en 2011.

## Hommages posthumes
- Le dévouement hors du commun de Victorine Autier fut porté à la connaissance de tous. Elle a été honorée par plusieurs décorations dont la médaille d’infirmiers de la Guerre de 1870, à titre posthume.

- Depuis 1906, une rue d’Amiens dans le quartier Saint-Acheul porte son nom.

- La médaille La Citoyenne de la ville d'Amiens est, aujourd’hui, à son effigie.

## Pour approfondir